# La Cruz (Chili)
Pour les articles homonymes, voir La Cruz.
La Cruz est une ville et commune du Chili dans la province de Quillota, elle-même située dans la région de Valparaiso. En 2017, sa population s'élevait à 19452 habitants. La superficie de la commune est de 78 km2 (densité de 252 hab./km2).
La Cruz est créée le 24 juillet 1902. Son territoire est traversé par le Rio Aconcagua et est entouré par les communes de La Calera et Nogales au nord, Puchuncavi à l'ouest, Hijuelas à l'est et Quillota au sud. La population de la commune est essentiellement rurale (83% en 2002). Les principales productions agricoles sont les avocats et les pommes et les chérimoles ainsi que la floriculture.

Position de La Cruz (en rouge) au sein de la Région de Valparaiso.